# Christian Bock (Jurist)
Christian Bock (* 1968) ist ein Schweizer Jurist, Unternehmer und ehemaliger Bundesangestellter deutscher Herkunft. Von 2016 bis 2023 war er Direktor des Bundesamtes für Zoll und Grenzsicherheit BAZG, vor dem 1. Januar 2022 noch offiziell als Eidgenössische Zollverwaltung EZV bezeichnet.

## Werdegang
Christian Bock schloss 1993 ein juristisches Studium (MLaw) an der Universität Basel ab. Anschliessend leistete er Anwaltspraktika und erlangte das solothurnische Fürsprechpatent. Ab 1994 war er beim damaligen Bundesamt für geistiges Eigentum BAGE als Markenjurist tätig. Auf den 1. Januar 1996 ging dieses Bundesamt als Eidgenössisches Institut für Geistiges Eigentum IGE in eine öffentlich-rechtliche Anstalt über, dessen Controller Bock wurde. Ab 1999 war er Mitglied der Direktion.
Im Jahr 2008 wurde Bock Direktor des Bundesamts für Metrologie METAS. In seine Direktionszeit fällt die Umwandlung des Bundesamtes in eine öffentlich-rechtliche Anstalt (Eidgenössisches Institut für Metrologie METAS) per 1. Januar 2013. Im Jahr 2015 erlangte der im Institut vorherrschende Führungsstil die Aufmerksamkeit der Politik. Der  Nationalrat Gerhard Pfister reichte eine Interpellation mit «Fragen zu Personalmutationen und Arbeitsklima» im Eidgenössischen Institut für Metrologie METAS ein. Er begründete die Interpellation damit, dass «seit dem Direktorenwechsel im Jahre 2008 immer wieder Meldungen von erzwungenen Personalwechseln zu vernehmen sind», wobei «viele Mutationen […] offensichtlich auf ein problematisches Arbeitsklima zurückzuführen» seien. Der Bundesrat dementierte die Vorwürfe in seiner Stellungnahme.
Von 2016 bis 2023 war Bock Direktor des Bundesamtes für Zoll und Grenzsicherheit BAZG (vor dem 1. Januar 2022 noch Eidgenössische Zollverwaltung EZV). Innerhalb ebendiesem übernahm er im Rahmen des Transformationsprogramms DaziT zusätzlich die Leitung des Direktionsbereichs «Operationen», welcher durch eine Fusion der zuvor getrennten Bereiche «Zoll» und «Grenzwachtkorps» entstand. Am 10. Mai 2023 wurde sein sofortiger Rücktritt als BAZG-Direktor bekannt gegeben. Seine Aufgaben übernahm seine bisherige Stellvertreterin Isabella Emmenegger interimistisch. Seit Juli 2023 führt Bock ein Einzelunternehmen für Beratungsdienstleistungen.

## Kontroverse
Im April 2021 veröffentlichte das Medienunternehmen CH Media eine Reihe von Berichten aus der Feder von Henry Habegger, die Bock stark kritisieren. Die Umstände in seinem Führungsbereich wurden als «Klima der Angst» betitelt. Zudem wurde seine Rolle in kontroversen Reformbemühungen der Zollverwaltung herausgestrichen. In der Folge forderten mehrere Politiker eine unabhängige Untersuchung des adressierten Arbeitsklimas.
Finanzminister Ueli Maurer bezeichnete die ausschlaggebenden Publikationen als «einseitige und diffamierende Kampagne». Das Eidgenössische Finanzdepartement EFD, dem das Bundesamt für Zoll und Grenzsicherheit BAZG unterstellt ist, reichte beim Schweizer Presserat eine Beschwerde ein und warf CH Media eine unprofessionelle sowie die Würde und Privatsphäre Bocks verletzende Berichterstattung vor. Die Beschwerde wurde vom Schweizer Presserat grösstenteils abgewiesen; die Preisgabe einiger privaten Informationen sei jedoch nicht durch öffentliches Interesse gerechtfertigt und entsprechend verletzend gewesen.